# Saint-Alban-sur-Limagnole
Saint-Alban-sur-Limagnole är en kommun i departementet Lozère i regionen Occitanien i södra Frankrike. Kommunen ligger i kantonen Saint-Alban-sur-Limagnole som tillhör arrondissementet Mende. År 2022 hade Saint-Alban-sur-Limagnole 1 378 invånare.

## Befolkningsutveckling
Antalet invånare i kommunen Saint-Alban-sur-Limagnole
| Referens: INSEE |